# ホラディラ
ホラディラ（Holadeira)は、UMAとされた動物で、現在正体が判明している。ブラジルのアマゾン盆地の湖に棲息していると言われている。

## 概要
1993年8月、イギリスの生物学者・釣り師であるジェレミー・ウェイド（アニマルプラネット『怪物魚を追え！』番組ホスト）はアマゾン盆地の湖での釣りの最中舟から100フィート（30メートル）の位置に奇妙な生物を見た。彼は数人の地元住民にこの生物について尋ねたが、知っている人はいなかった。

翌年（1994年）、ウェイドはその地域に戻り、数週間前にそれを見たという人物と会いその生物を「ホラディラ」と呼んでいることを知った。この遠征で彼は再び生物に遭遇、撮影を行った。ウェイドは生物の頭部を観察し、これがイルカであると同定した。このイルカの背の凹凸は等間隔であった。ウェイドはこの特徴に基づき、イルカは漁師によって故意に傷つけられたと判断した。